# Wild Bill Hickok Memorial
Wild Bill Hickok Memorial est un site historique (State Historic Site) géré par Illinois Historic Preservation Agency (en).

## Localisation
Wild Bill Hickok Memorial est situé dans un petit parc à l'intersection de Main Street et Ottawa Street à Troy Grove, dans l'Illinois. Il marque l'emplacement de la naissance de Wild Bill Hickok.

## Description

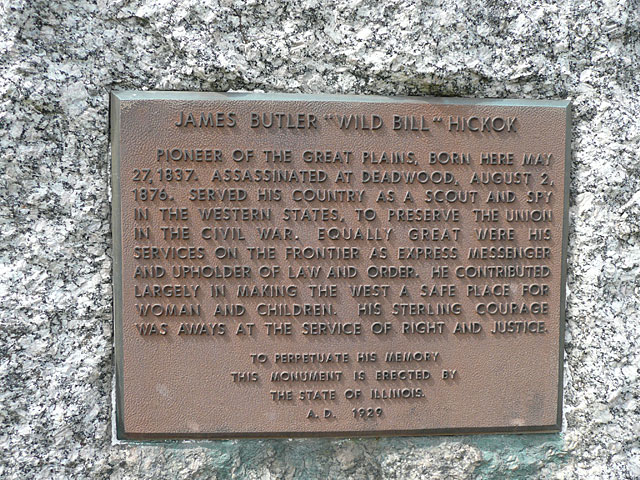
Plaque.

Wild Bill Hickok Memorial est composé d'un monument en granite, d'un buste en bronze et d'une plaque commémorant les services d'éclaireur et d'espion rendus par James Butler « Wild Bill » Hickok pendant la guerre de Sécession, son rôle de courrier au Pony Express, ainsi que son combat pour le droit et la justice.

## Histoire
Le monument a été inauguré le 29 août 1930.